# Jeffrey L. Phinney
Jeffrey L. Phinney (1957) è un astronomo statunitense.
Jeffrey L. Phinney (Jeff) ha cominciato a lavorare nel 1985 all'Osservatorio di Monte Palomar partecipando al secondo Palomar Sky Survey: durante tale progetto ha scoperto o coscoperto asteroidi, comete e supernove.

## Scoperte
| Tipo di oggetto | Denominazione           | Data della scoperta | Coscopritori                 | Fonti |
| --------------- | ----------------------- | ------------------- | ---------------------------- | ----- |
| asteroide       | (7236) 1987 PA          | 1 agosto 1987       | -                            | [ 2 ] |
| cometa          | C/1988 C1 Maury-Phinney | 15 febbraio 1988    | Alain Maury                  | [ 3 ] |
| supernova       | 1988G                   | 25 febbraio 1988    | Jean Mueller                 | [ 4 ] |
| supernova       | 1988N                   | 9 maggio 1988       | Alain Maury - Ian Neill Reid | [ 5 ] |
| asteroide       | (5867) 1988 RE          | 11 settembre 1988   | -                            | [ 6 ] |
| asteroide       | (360191) 1988 TA        | 5 ottobre 1988      | Jean Mueller                 | [ 7 ] |
| asteroide       | (168318) 1989 DA        | 27 febbraio 1989    | -                            | [ 8 ] |

## Riconoscimenti
Gli è stato dedicato l'asteroide 46793 Phinney.